# Lactarius phlebophyllus
Lactarius phlebophyllus é um fungo que pertence ao gênero de cogumelos Lactarius na ordem Russulales. Encontrado na África, foi primeiramente descrito cientificamente pelo botânico francês Roger Heim em 1938.